# Экономика Донецкой области

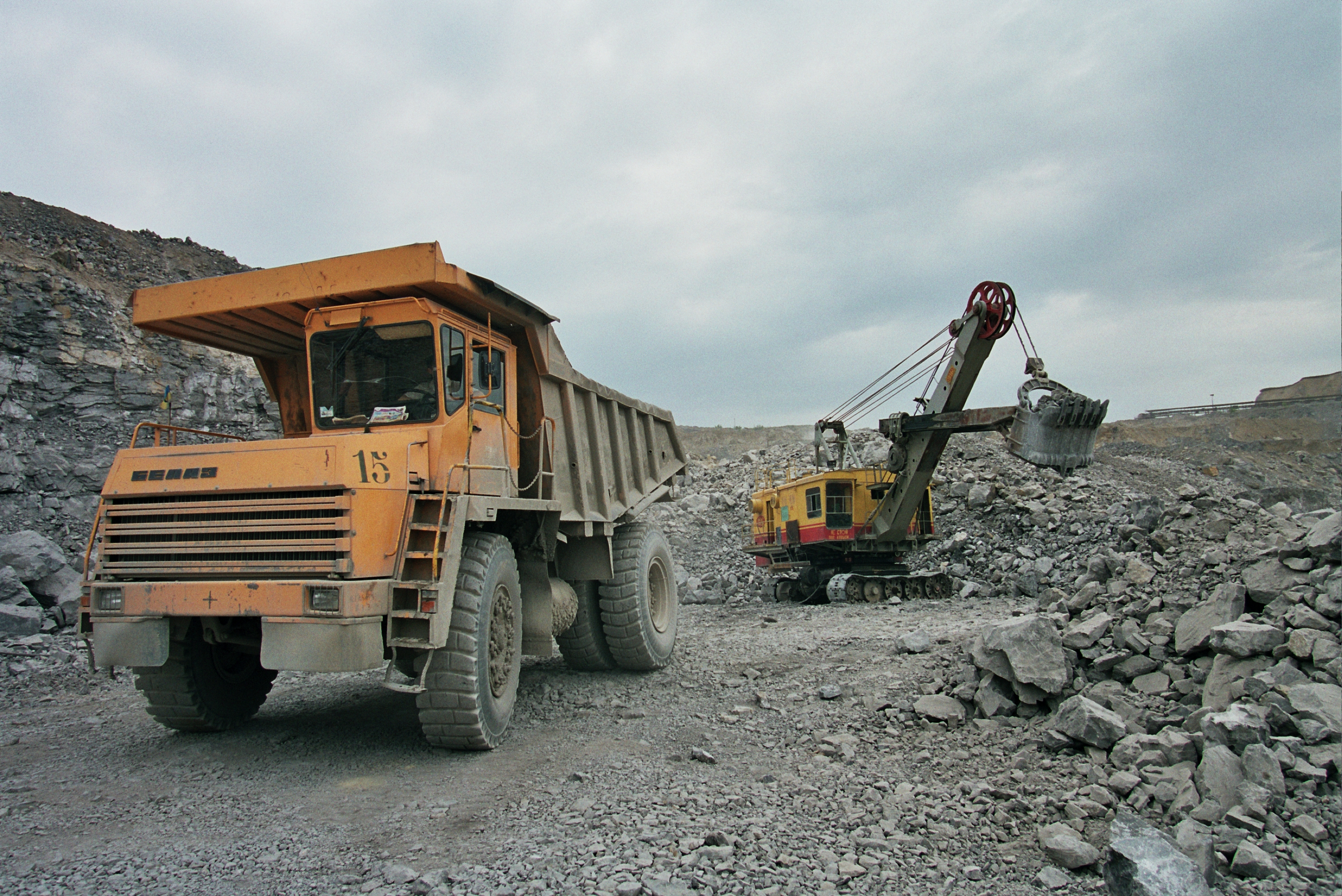
Техника в карьере Докучаевского флюсо-доломитного комбината

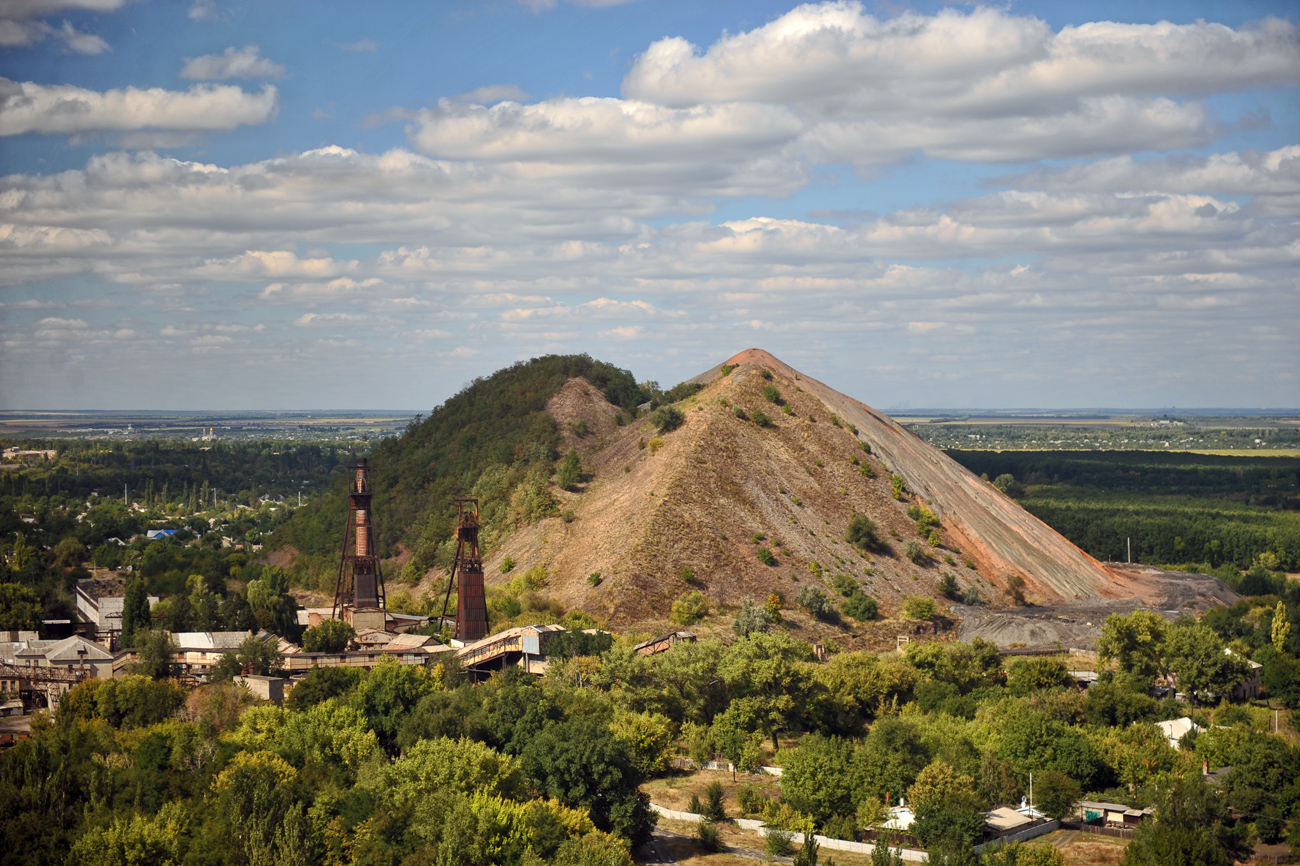
Террикон 21-й шахты в Донецке

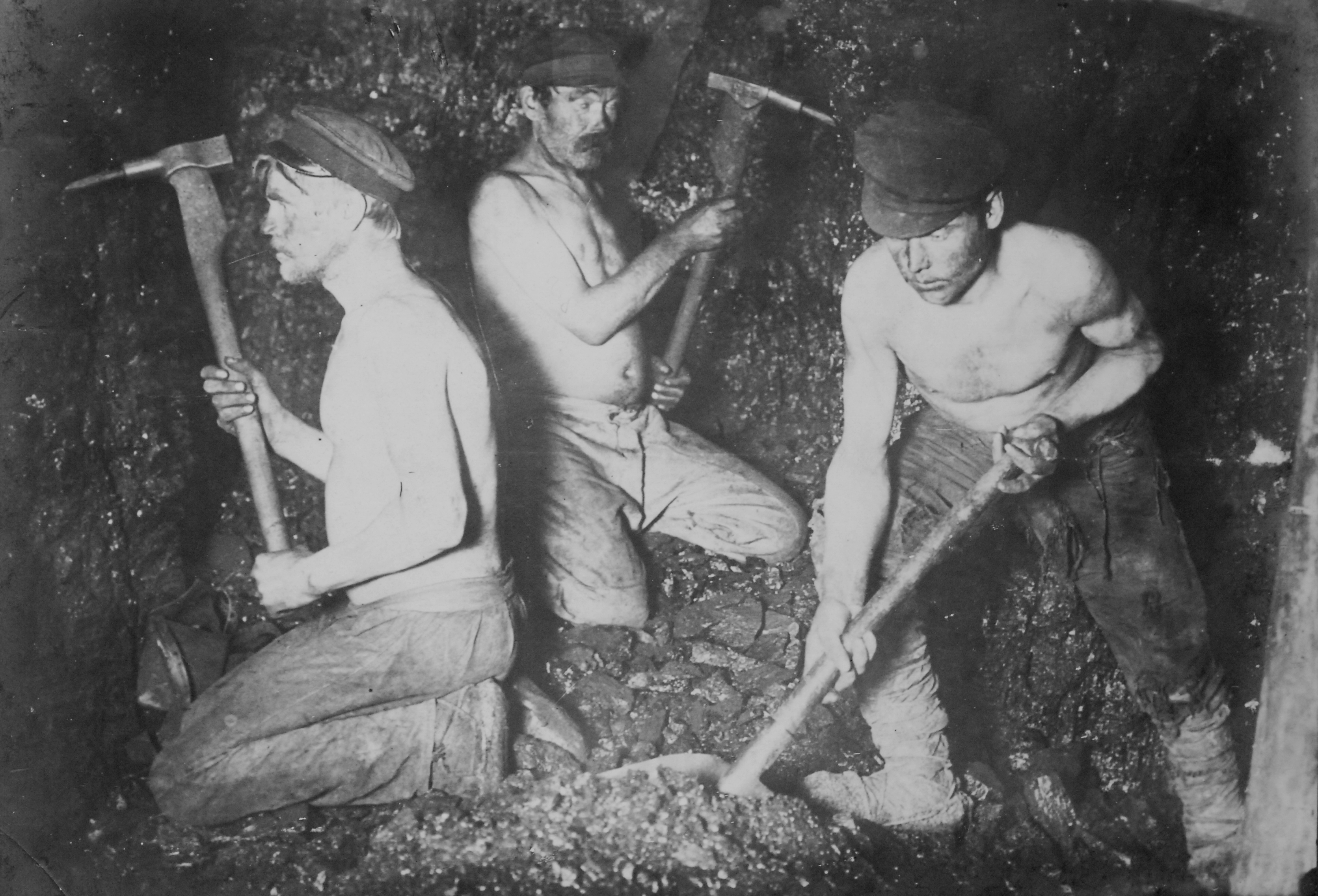
Добыча угля в забое шахты №8 в Донецке, 1910 год

Донецкая область — один из крупнейших промышленных регионов Украины, обеспечивавший около 20% промышленного производства государства (при населении в 10 % от общеукраинского).
Основными отраслями промышленности являются угольная (Донецкий угольный бассейн: шахта имени Засядько, «Красноармейская-Западная», «Краснолиманская», «Комсомолец Донбасса» (ДТЭК) и др.) и чёрная металлургия (2 металлургических комбината в Приазовье: имени Ильича и «Азовсталь»), Донецкий, Енакиевский металлургический завод, Макеевский металлургический завод, Харцызский трубный завод, крупнейший в Европе Авдеевский, Енакиевский, Макеевский, Ясиновский, Горловский коксохимзаводы, «Донецккокс», «Маркохим»). Также развиты цветная металлургия (Краматорский ЭМСС), добыча каменной соли (Артёмовское и Славянское месторождения), химическая промышленность (Концерн «Стирол», Донецкий казённый химзавод и другие), тяжёлое машиностроение (крупнейшие предприятия Украины: «Азовмаш», НКМЗ, Укруглемаш, производство стройматериалов. Донецкая область обладает самой густой сетью железных дорог на постсоветском пространстве. Большая часть электроэнергии обеспечивается за счёт тепловых угольных электростанций (Старобешевская, Славянская, Кураховская, Углегорская, Зуевская и другие).
С началом военных действий многие предприятия прекратили свою работу. Так за 2014 год промышленность упала на 59 %, строительство сократилось на 37,5 %, а больше половины работоспособного населения потеряло работу и доходы.

## Отраслевая структура промышленности
Основа экономики области — многоотраслевая тяжёлая промышленность: угольная, горнодобывающая, чёрная и цветная металлургия, металлообработка, машиностроение, химическая, электроэнергетическая промышленность, производство строительных материалов и другое.
Кроме того, в области имеются комплексы предприятий лёгкой, пищевой, ряд предприятий деревообрабатывающей, мебельной и целлюлозно-бумажной промышленности. Развит агропромышленный комплекс.
Удельный вес промышленности Донецкой области на Украине — 19,3 % (1999 год), по экспорту — 18,4 %, по основным производственным фондам и капиталовложениям — 12,0 %, по населению — 10,0 %.
Отраслевая структура промышленности в 1985 году — по товарной продукции (в скобках в 2000 году):
- чёрная металлургия — 34,3 % (52,3 %)
- машиностроение и металлообработка — 15,9 % (8,6 %)
- угольная — 13,6 % (15,1 %)
- пищевая — 8,8 % (5,3 %)
- лёгкая — 7,4 % (0,3 %)
- электроэнергетика — 5,1 % (10,1 %)
- химическая — 4,6 %
- пром стройматериалов — 3,1 %
- другие — 7,2 % (8,3 %)

### Электроэнергетика

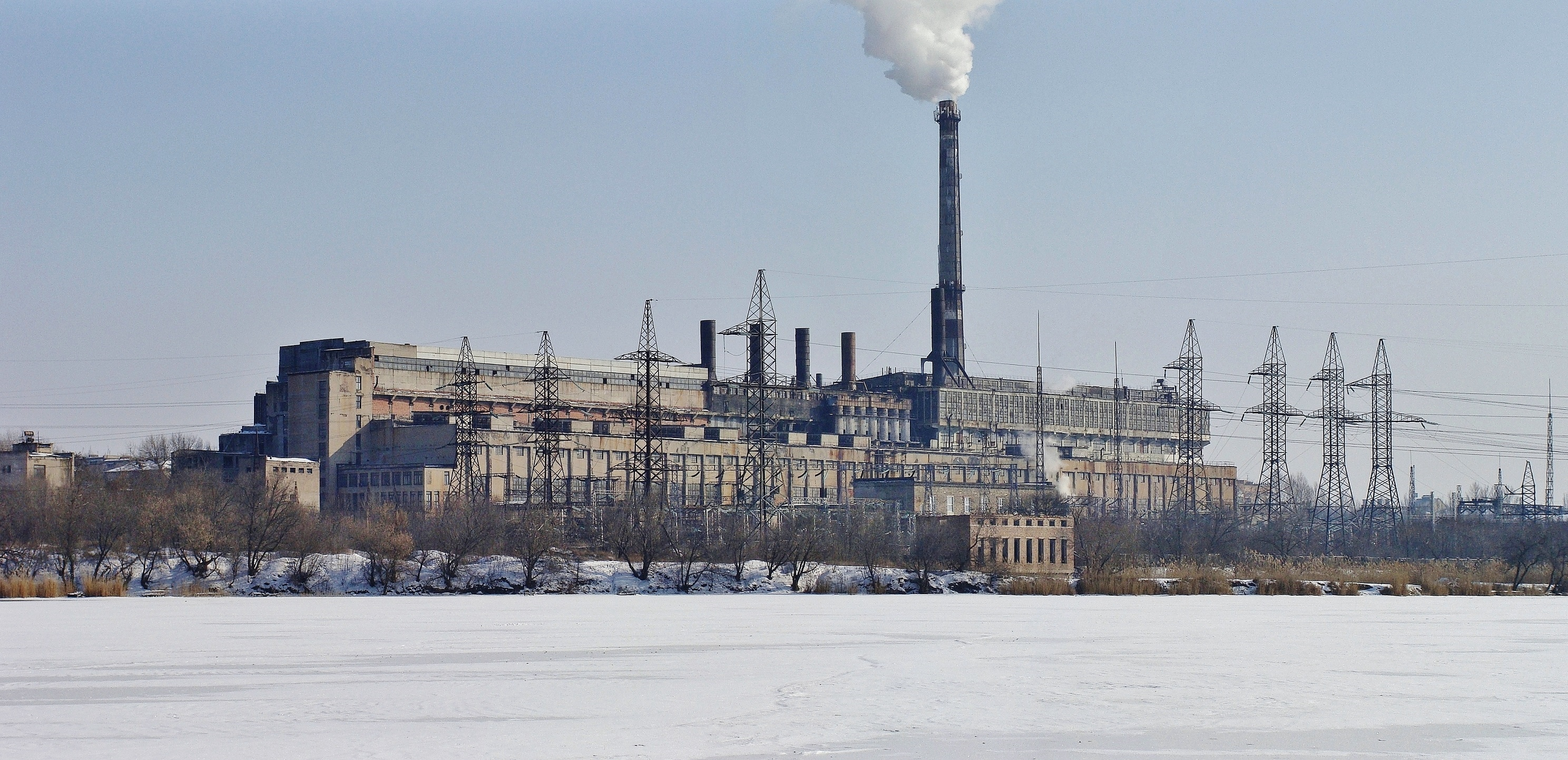
Зуевская экспериментальная теплоэлектроцентраль

Почти вся электроэнергия области производится на тепловых электростанциях, работающих на местном топливе. В Новоазовске работает ветровая электростанция.
Крупнейшие производители электроэнергии:
- Углегорская ТЭС ОАО «Центрэнерго» (город Светлодарск, город Дебальцево) — крупнейшая в Европе: 3,6 ГВт
- Старобешевская ТЭС ОАО «Донбассэнерго» (пгт Новый Свет, Старобешевский район) — 2,0 ГВт
- Славянская ТЭС ОАО «Донбассэнерго» (город Николаевка, город Славянск) — 1,8 ГВт
- Кураховская ТЭС ООО «Востокэнерго» (ДТЭК) (город Курахово, Марьинский район) — 1,49 ГВт
- Зуевская ТЭС ООО «Востокэнерго» (ДТЭК) (город Зугрэс, город Харцызск) — 1,215 ГВт
- Мироновская ТЭС ОАО «Донецкоблэнерго» (пгт Мироновский, город Дебальцево) — 0,085 ГВт
- Зуевская ЭТЭЦ (город Зугрэс, город Харцызск)
- Краматорская ТЭС-4 (город Краматорск)

По территории области проходит линия электропередачи напряжением 700 кВ «Волгоград-Счастье-Первомайск-Бахмут-Запорожье», а также крупные ЛЭП (330—500 кВ):
- Зуевская ТЭС — Новочеркасская ГРЭС
- Зуевская ТЭС — г. Мариуполь
- Углегорская ТЭС — Нововоронежская АЭС
- Углегорская ТЭС — г. Шахты
- Славянская ТЭС — Змиевская ТЭС
- Кураховская ТЭС — г. Запорожье
- Кураховская ТЭС — г. Мариуполь
- Углегорская ТЭС — Приднепровская ТЭС
- г. Мариуполь — Запорожская АЭС

### Топливная промышленность
За исключением угольной все другие отрасли топливной промышленности (нефтяная, газовая, торфяная) представлены в области слабо. Лишь на севере области около города Лиман на южных границах Днепровско-Донецкой нефтегазоносной области промышленным путём добывают природный газ (Торский филиал ООО «Донбасснефтепродукт»). Несколько южнее Северского Донца по направлению из Луганской в Харьковскую область проложен нефтепровод «Самара — Кременчуг». Практически повсеместно находятся газопроводы, магистральными из них являются:
- Шебелинка — Дружковка — Амвросиевка — Таганрог
- Таганрог — Бердянск
- Донецк — Амвросиевка — Ровеньки
- Донецк — Докучаевск — Мариуполь
- Константиновка — Покровск

### Угольная промышленность

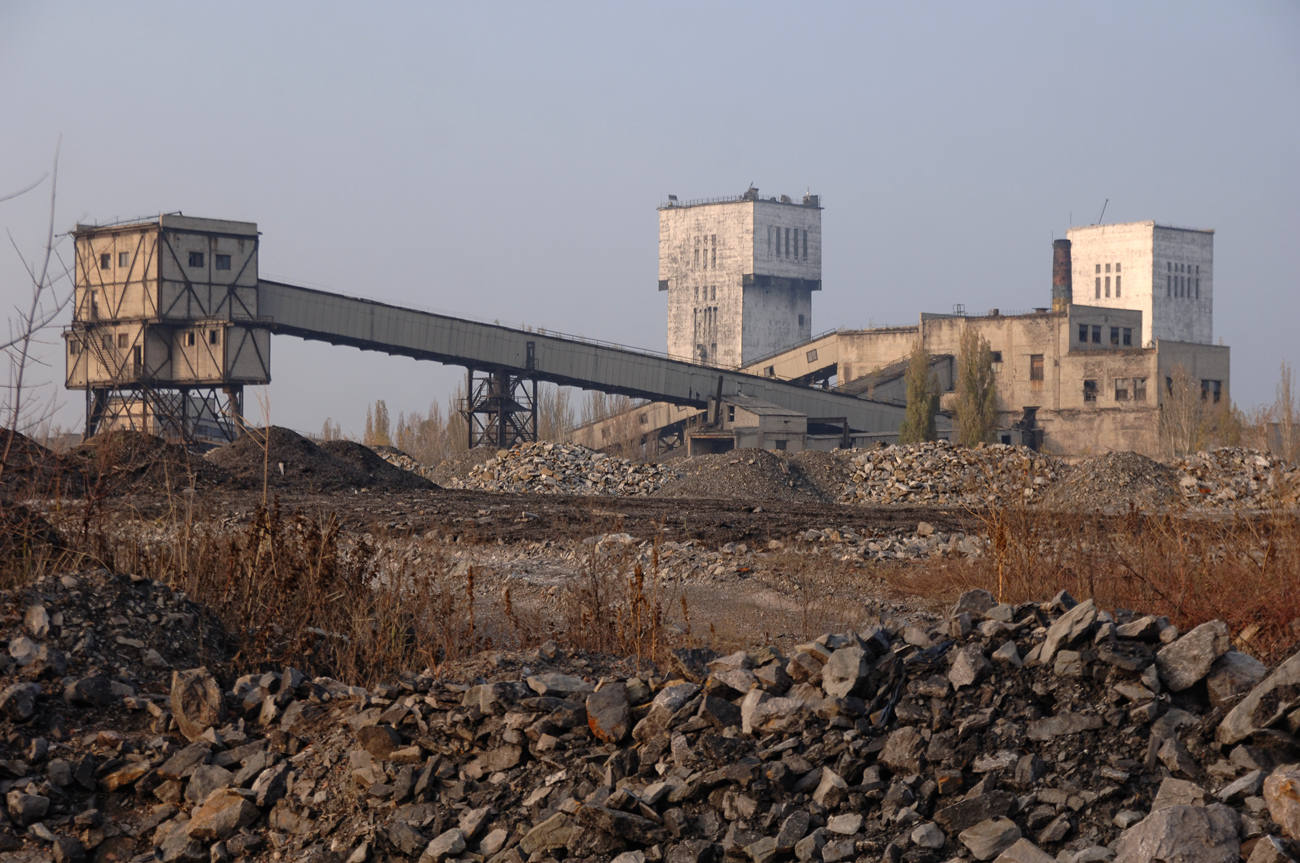
Шахта «Октябрьский рудник»

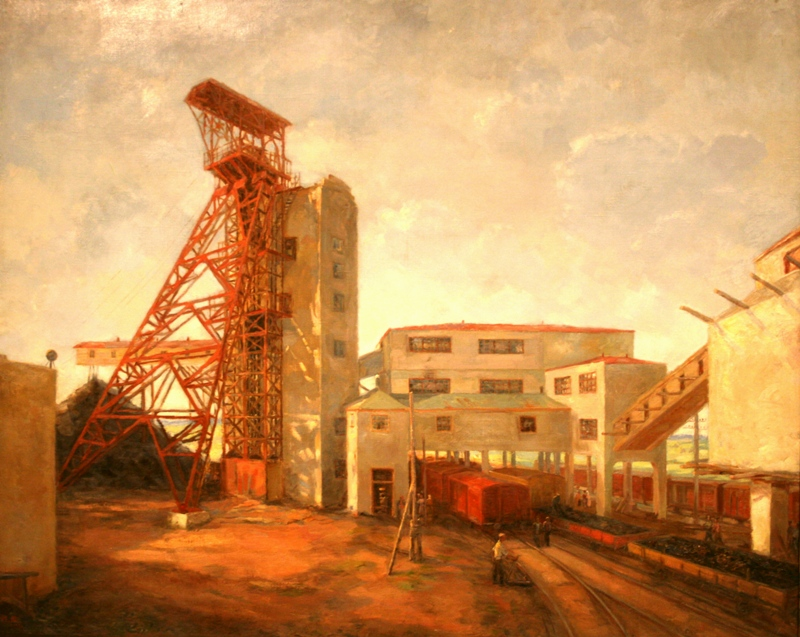
Картина Ивана Тарнягина «Шахта № 6. Артёмуголь», 1937 год

На территории области находится большинство предприятий Донецкого угольного бассейна. Разработка запасов Донбасса происходила с востока на запад, поэтому наиболее перспективные залежи каменного угля находятся сейчас именно на западе (Покровск, Доброполье, Угледар). В восточных районах области добывают антрацит (Торез, Снежное, Шахтёрск).
По состоянию на 1984 год в области работало 122 крупные высокомеханизированные шахты (из 248 каменноугольных шахт УССР), объединённые в 12 (из 24) ПО, производственных объединений (сейчас — ГХК, государственные холдинговые компании и ГП, государственные предприятия). Кроме того, в постперестроечное время некоторые шахты вышли из ПО, а позже были арендованы, приватизированы или же остались в руках государства. Угольные ГХК и ГП:
1. Артёмуголь (город Горловка)
2. Добропольеуголь (город Доброполье)
3. Донецкуголь (город Донецк)
4. Донуголь (город Донецк)
5. Красноармейскуголь (город Мирноград)
6. Макеевуголь (город Макеевка)
7. Октябрьуголь (город Кировское)
8. Орджоникидзеуголь (город Енакиево)
9. Селидовуголь (город Селидово)
10. Снежноеантрацит (город Снежное)
11. Торезантрацит (город Торез)
12. Торецкуголь (город Торецк)
13. Шахтёрскантрацит (город Шахтёрск)

Самостоятельные шахты и шахтоуправления:
1. Шахта № 17-17бис
2. Шахта № 4-21 (бывшая шахта «Петровская», город Донецк)
3. Шахта «Бутовка-Донецкая» (город Донецк)
4. Шахта «Капитальная» (город Донецк)
5. Шахта «Комсомолец Донбасса» ДТЭК (город Кировское)
6. Шахта «Красноармейская-Западная» (пгт Удачное, Покровский район)
7. Шахта «Краснолиманская» (город Родинское, город Покровск)
8. Шахта «Новодзержинская» (город Торецк)
9. Шахта «Октябрьская» (город Донецк)
10. Шахта «Рассыпнянская» (пгт Рассыпное, город Торез)
11. Шахта «Южнодонбасская № 1» (город Угледар)
12. Шахта «Южнодонбасская № 3» (город Угледар)
13. Шахта имени Гаевого (город Горловка)
14. Шахта имени Засядько (город Донецк)
15. Шахта имени Поченкова (город Макеевка)
16. Шахтоуправление «Кировское» (город Кировское)

Крупнейшие предприятия по обогащению угля (ГОФы, ЦОФы — государственные или центральные обогатительные фабрики, УПП — углеперерабатывающие предприятия) находятся в следующих городах области: Макеевка, Донецк, Торез, Торецк, Горловка, Мирноград, Доброполье, Селидово и другие. Большинство ЦОФ находятся в составе угледобывающих предприятий, однако некоторые из них работают отдельно (Донбассуглеобогащение). Общее количество обогатительных фабрик области (по состоянию на 1986 год) — 31, крупнейшие из них:
1. Комсомольская ЦОФ
2. Кальмиусская ЦОФ
3. Чумаковская ЦОФ (город Донецк)
4. Добропольская ЦОФ ДТЭК(город Доброполье)
5. Белозёрская ЦОФ (город Белозёрское, город Доброполье)
6. Горловская ЦОФ (город Горловка)
7. Дзержинская ЦОФ (город Дзержинск)
8. Донецкая ЦОФ
9. Калининская ЦОФ (город Горловка)
10. Киселёвская ЦОФ (город Торез)
11. Колосниковская ЦОФ (город Макеевка)
12. ГОФ «Красная Звезда» (город Торез)
13. Краснолиманская ЦОФ (город Родинское, город Покровск)
14. Кураховская ЦОФ ДТЭК (пгт Кураховка, город Селидово)
15. Моспинское УПП ДТЭК (город Моспино, город Донецк)
16. Октябрьская ЦОФ ДТЭК (город Белицкое, город Доброполье)
17. Постниковская ЦОФ (город Шахтёрск)
18. Пролетарская ЦОФ (город Макеевка)
19. ЦОФ «Россия» (город Новогродовка)
20. Селидовская ЦОФ (город Селидово)
21. Сердитенская ЦОФ (пгт Сердитое город Шахтёрск)
22. Снежнянская ЦОФ (пгт Залесное, город Снежное)
23. Торезская ЦОФ (город Кировское)
24. Углегорская ЦОФ (город Углегорск в составе города Енакиево)
25. Узловская ЦОФ (город Горловка)
26. ЦОФ «Украина» (город Украинск, город Селидово)
27. Шахтёрская ЦОФ (город Шахтёрск)

### Горнодобывающая промышленность
Поставляет сырьё не только для предприятий Донецкой области, но и обеспечивает львиную долю республиканских потребностей металлургии в нерудном сырье (доломиты, флюсовые известняки, огнеупорные глины, формовочные пески). Кроме того, в Горловке на Никитовском ртутном комбинате разрабатывается единственное на Украине и крупнейшее в бывшем СССР месторождение ртути.
Крупнейшие предприятия области по добыче рудного сырья:
- Никитовский ртутный комбинат
- Донецкая химико-металлургическая фабрика ММК имени Ильича
- Мариупольское рудоуправление (пгт Старый Крым город Мариуполь)

Крупнейшие предприятия области по добыче нерудного сырья:
- Докучаевский флюсодоломитный комбинат
- Комсомольское рудоуправление
- Новотроицкое рудоуправление (пгт Новотроицкий Волновахский район) — бывший «Укрогнеупорнеруд» (добыча доломита, флюсового известняка)
- Дружковское рудоуправление (город Дружковка)
- Сионитовая фабрика (село Кальчик Володарский район)
- Мариупольский завод «Маркограф»

Крупнейшие производители огнеупоров:
- Пантелеймоновский огнеупорный завод (пгт Пантелеймоновка город Горловка)
- Великоанадольский огнеупорный комбинат (пгт Владимировка Волновахский район) — бывший шамотный завод
- Часовоярский огнеупорный комбинат
- Северский доломитный завод — «Северский доломит» (город Северск Бахмутский район)
- Никитовский огнеупорный комбинат (пгт Гольмовский город Горловка) — бывший доломитный завод
- Красногоровский огнеупорный завод (город Красногоровка Марьинский район)
- Белокаменский огнеупорный завод — «Белокаменские огнеупоры» (город Соледар город Артёмовск) — бывший шамотный завод
- Константиновский завод огнеупорных изделий (город Константиновка)
- Красноармейский завод огнеупорных изделий (город Покровск)
- Дружковский завод огнеупорных изделий «Красная Звезда» (пгт Алексеево-Дружковка город Дружковка)
- Красноармейский динасовый завод

### Коксохимическая промышленность

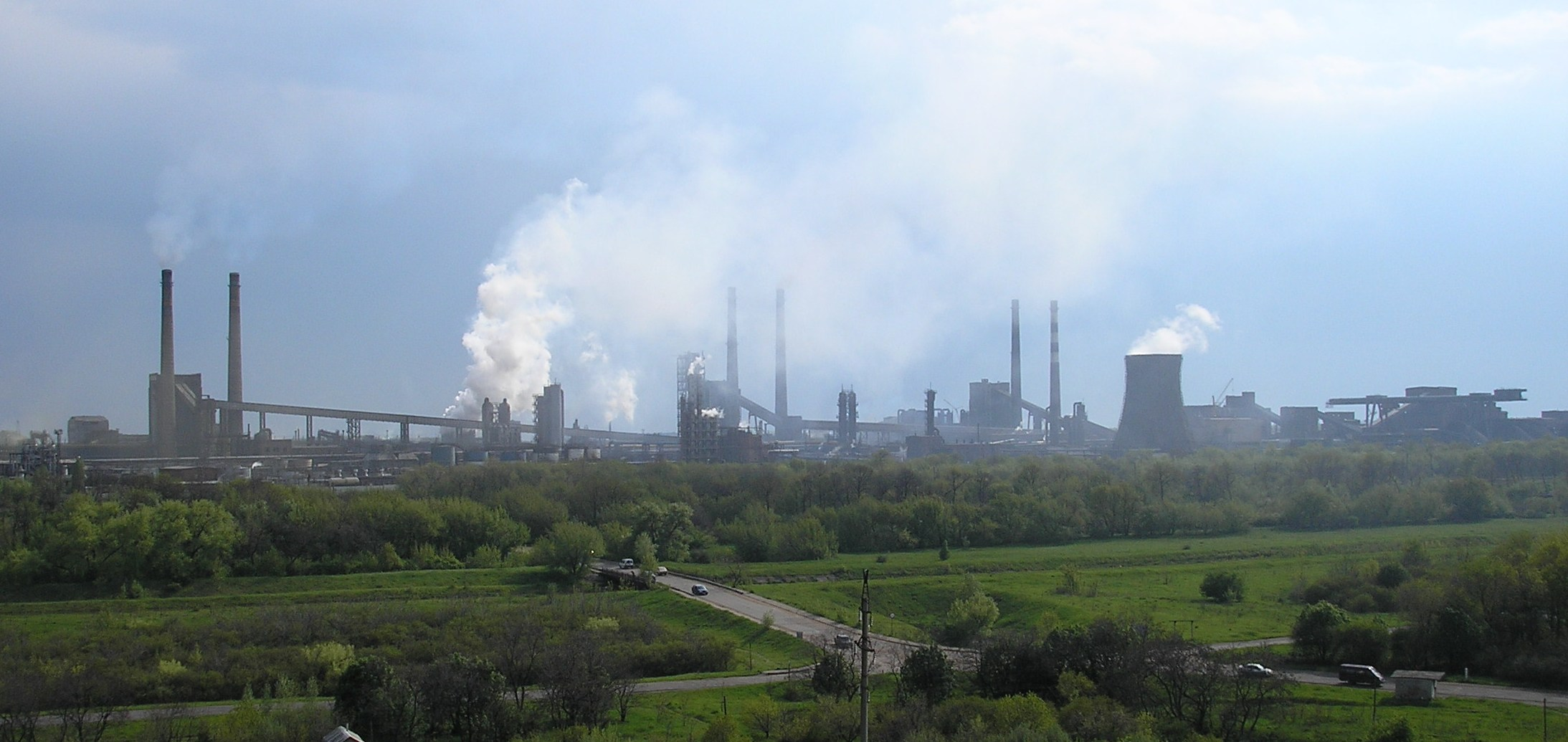
Ясиновский коксохимический завод

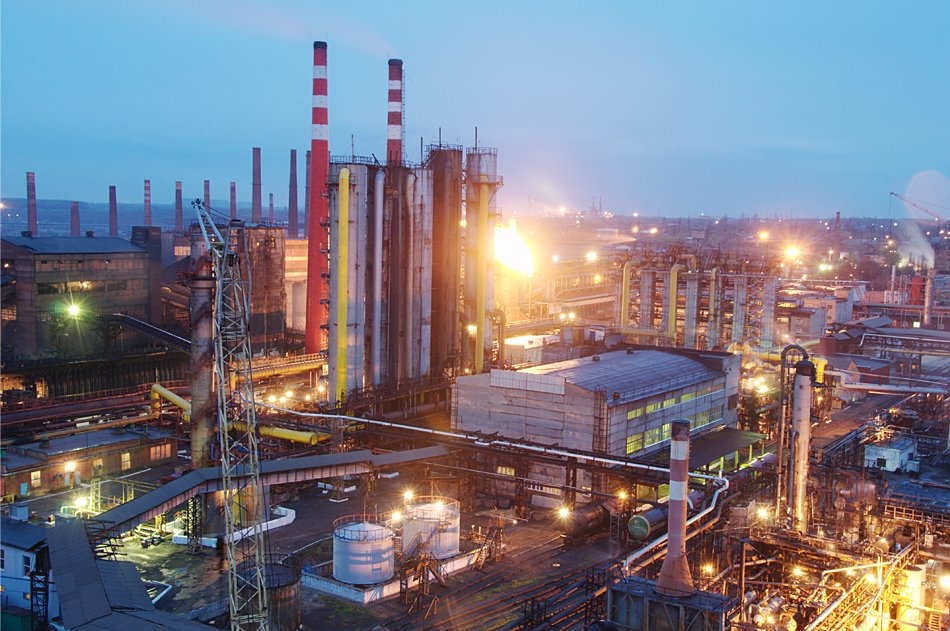
Макеевкокс

Является важным звеном цепочки «уголь-кокс-металл». Донецкая область является абсолютным лидером в производстве кокса и количестве коксовых батарей на КХЗ (коксохимических заводах) Украины. Сырьём для коксохимической промышленности является коксующийся уголь, широко добываемый в области. Побочные продукты производства кокса, в том числе фенол, широко используются на предприятиях химической промышленности области.
Крупнейшие производители кокса:
- Авдеевский коксохимический завод
- Мариупольский коксохимический завод («Маркохим») — с 2005 года структурная единица комбината «Азовсталь»
- Ясиновский коксохимический завод
- Макеевский коксохимический завод
- Енакиевский коксохимпром
- Донецкий коксохимический завод («Донецккокс»)
- Горловский коксохимический завод
- Краматорский коксохимический завод
- Дзержинский коксовый завод

### Чёрная металлургия

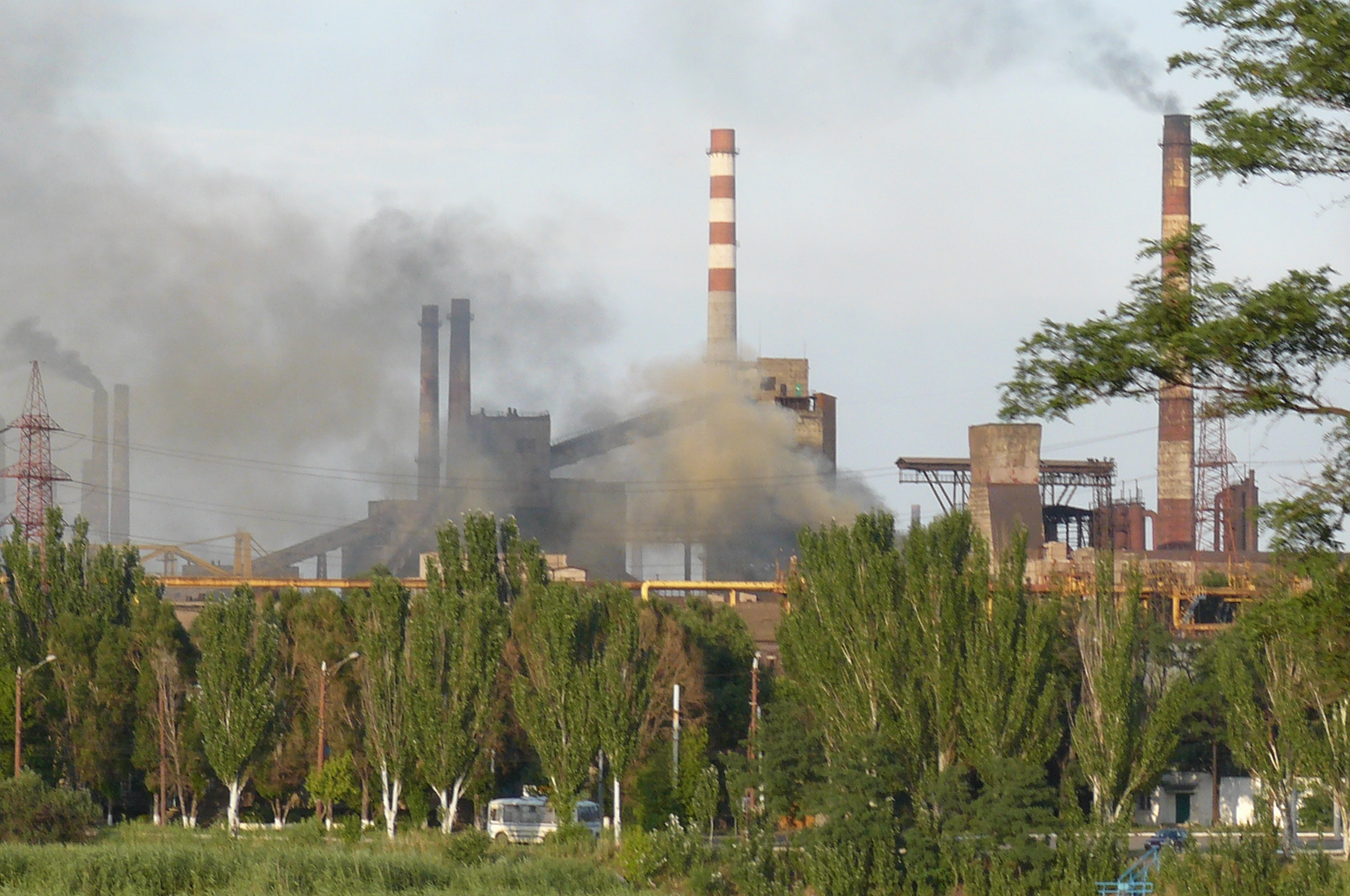
Азовсталь

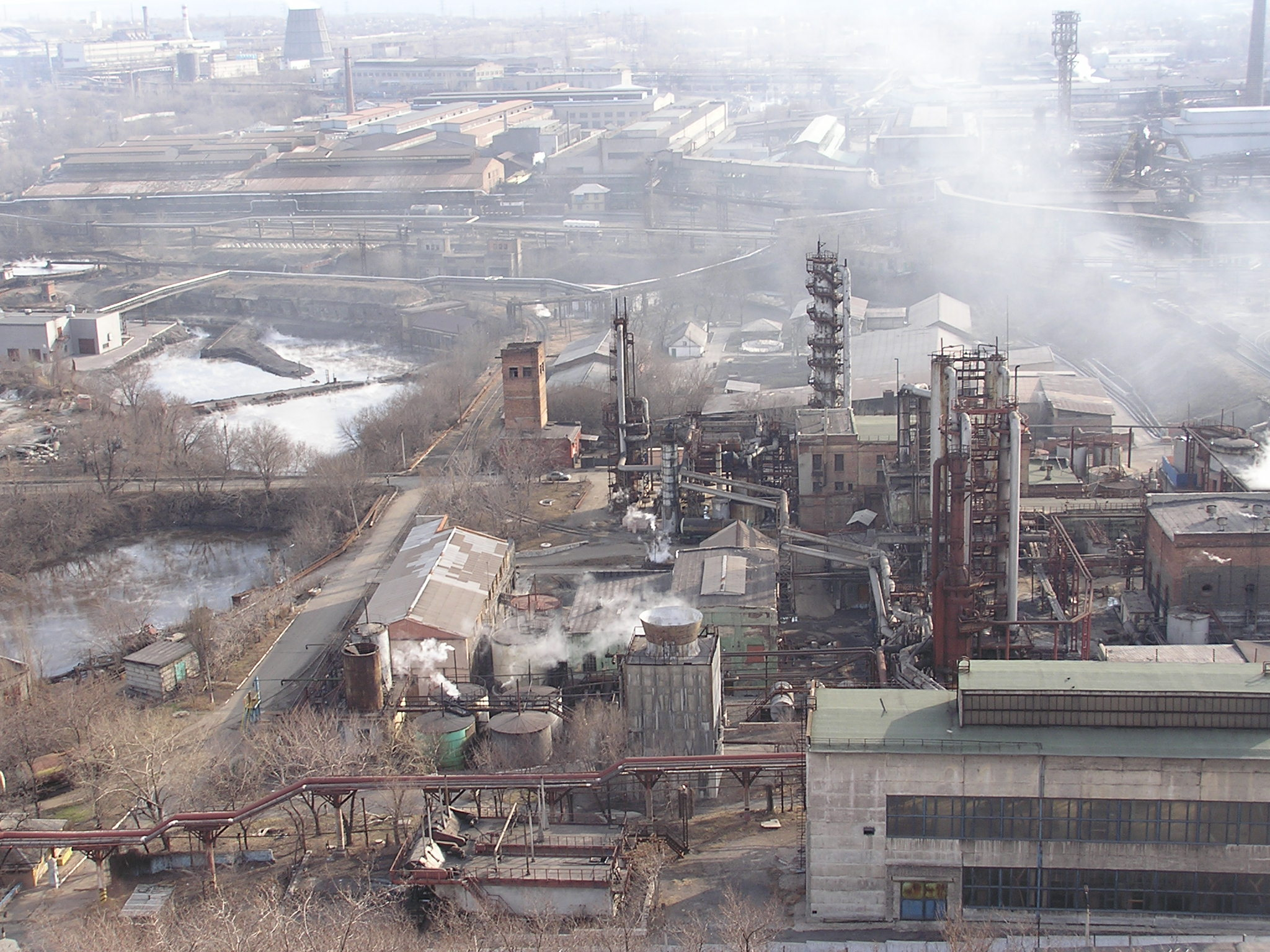
Донецкий металлургический завод

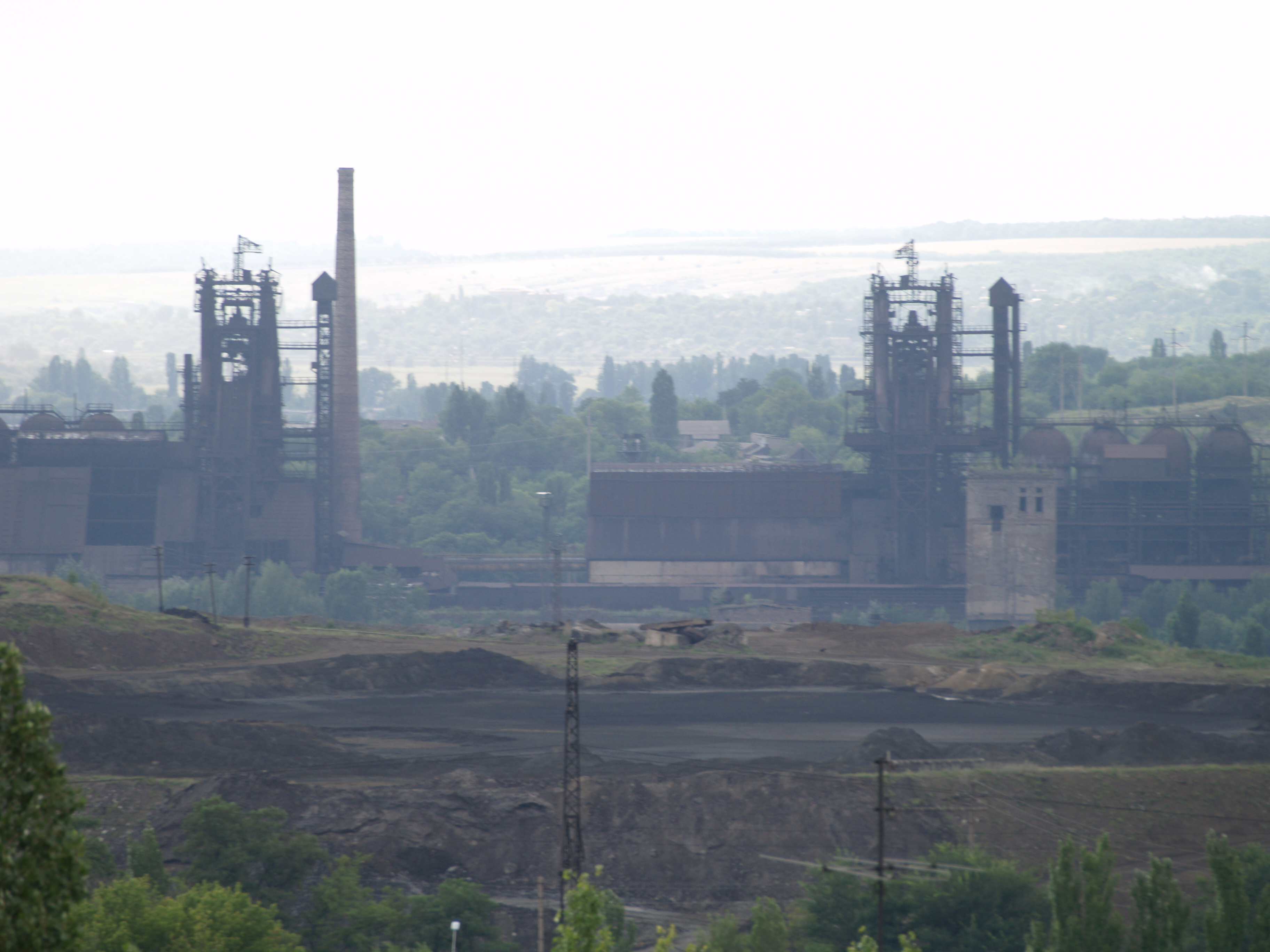
Краматорский металлургический завод

Наряду с Приднепровьем Донбасс и Приазовье — крупнейшие базы отечественной металлургии. В городе Мариуполе производится самое большое количество металла на Украине. Чёрная металлургия является ведущей отраслью тяжёлой промышленности области, дающей к тому же валютную выручку в конце налаженной в области цепочки «уголь — кокс — металл». В свою очередь, последнее звено этой цепочки имеет в области все составляющие этапы производства: агломерат, чугун, сталь, прокат, трубы, металлоизделия.
Чёрная металлургия — один из наиболее прибыльных секторов украинской экономики. Сохранение её потенциала крайне важно для экономического развития страны. В инфраструктуру чёрной металлургии завязаны угольная промышленность, энергетический комплекс, сеть коксохимических комбинатов, транспортная сеть, в том числе и Мариупольский порт. В ходе приватизации предприятий металлургического комплекса государством были предприняты меры по обеспечению позиций национального капитала в этой отрасли, сохранению действующих предприятий и инфраструктуры, повышению их конкурентоспособности.
К предприятиям чёрной металлургии, имеющим полный цикл производства, Донецкой области относятся 3 комбината и 2 завода:
- Мариупольский металлургический комбинат имени Ильича
- Металлургический комбинат «Азовсталь»
- Макеевский металлургический комбинат имени С. М. Кирова
- Донецкий металлургический завод
- Енакиевский металлургический завод

Кроме того, работают:
- Краматорский металлургический завод имени Куйбышева
- Константиновский чугунолитейный завод (бывший металлургический завод имени М. В. Фрунзе)
- Донецксталь — металлургический завод
- Донецкий металлопрокатный завод

Одним из важнейших продуктов металлургии являются металлические трубы. Здесь (как и по производству ферросплавов) первенство занимает соседняя Днепропетровская область. Крупнейшие предприятия области, выпускающие трубы:
- Харцызский трубный завод
- Макеевский труболитейный завод имени Куйбышева
- Мариупольский металлургический комбинат имени Ильича

### Цветная металлургия
В отличие от чёрной металлургии не сильно развита в целом на Украине, да к тому же намного хуже сохранилась в условиях рыночной экономики. Однако в Донецкой области имеется ряд монополистов этого сектора экономики:
- Никитовский ртутный комбинат
- Константиновские «Укрцинк», «Свинец», «Мегатекс» (производит свинец) и пр. (всего 6 цинковых и 9 свинцовых заводов). Также Константиновский завод металлургического оборудования производит медь методом электролиза.
- Артёмовский завод по обработке цветных металлов, АЗОМ (построен в 1954, osm.org ), ОАО «Укрподшипник»
- «Донецквторцветмет»
- Торезский завод наплавочных твёрдых сплавов («Торезтвердосплав»)
- Снежнянский завод порошковой металлургии

### Химическая промышленность

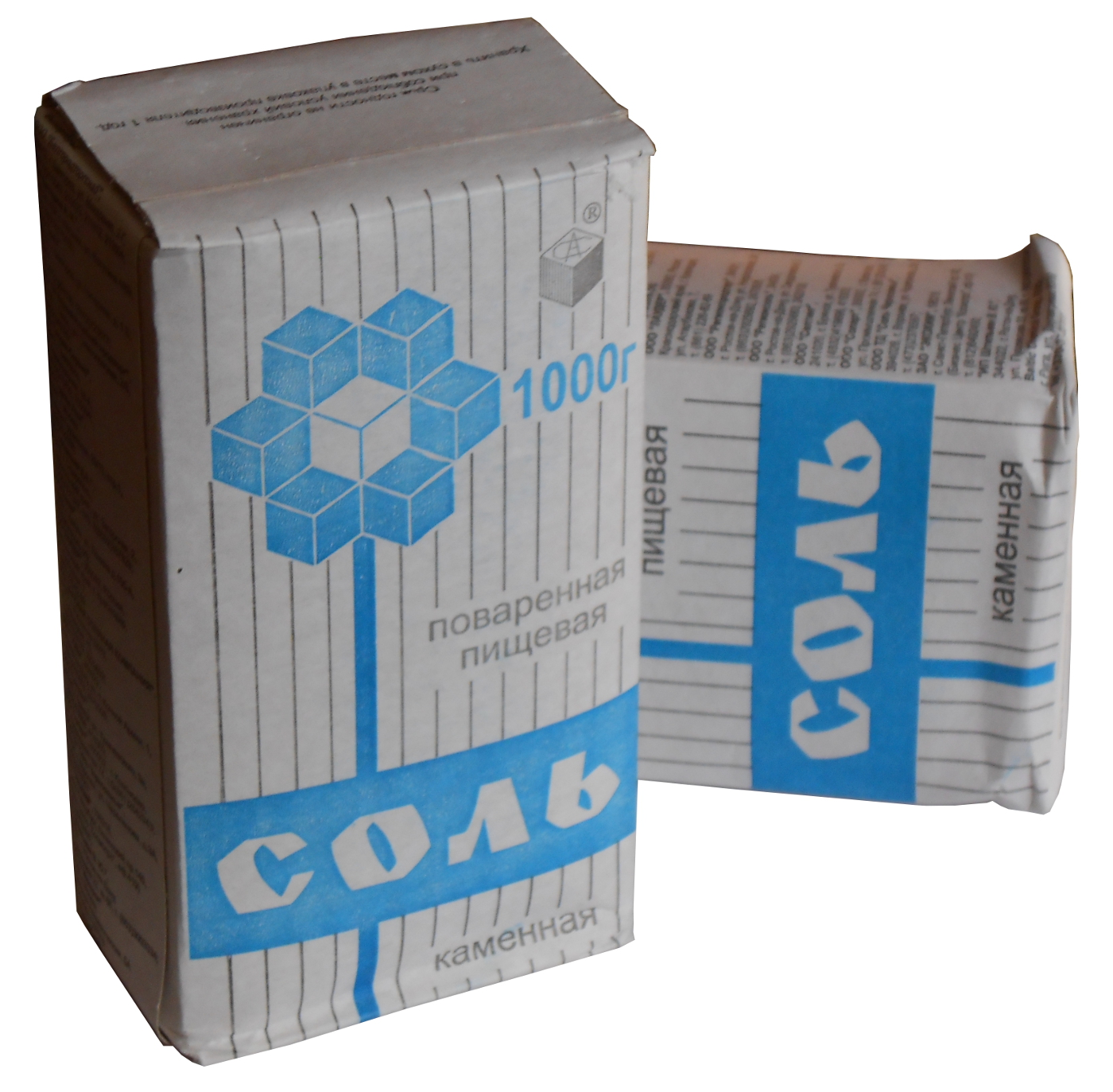
Донецкая каменная соль

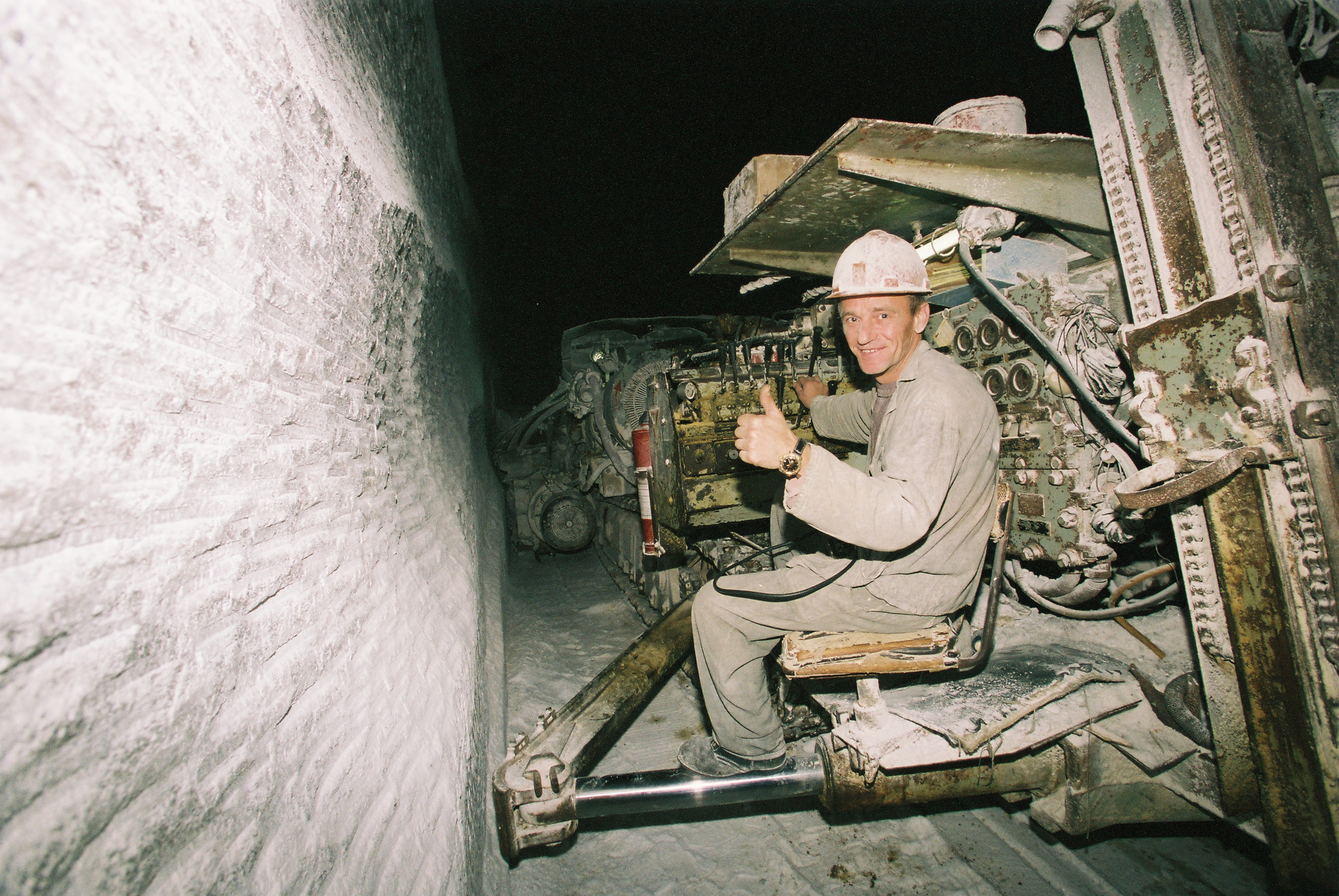
Шахтёр в соляной шахте режет соль

Донецкий сектор химической промышленности на Украине довольно существенный. В области представлены практически все отрасли химической промышленности Украины (если не учитывать родственную химической нефтеперерабатывающую промышленность). Сырьём для химической промышленности являются побочные продукты местных коксохимических заводов, каменная соль, добываемая на рудниках Артёмовска и Славянска.
- Добыча химического сырья и основная химия (производство соды) осуществлялось на славянском предприятии «Химпром».
- Производство фенола находится на единственном в бывшем СССР Дзержинском фенольном заводе (пгт Новгородское город Торецк).
- Крупнейшим предприятием химии Донецкой области является горловский концерн «Стирол», выпускающий кроме своей основной продукции — азотных удобрений, синтетические смолы, пластмассы, полистирол, фармацевтические препараты и другое.

Кроме «Стирола» к производителям минеральных удобрений области относятся:
- Константиновский химический завод (калийные удобрения)
- Донецкий азотный завод (азотная кислота и азотные удобрения)

Другие предприятия химической промышленности области:
- Марьинский шиноремонтный завод (город Марьинка)
- Донецкий завод химреактивов
- Донецкий химический завод
- Донецкий казённый завод химических изделий
- Горловский казённый химический завод
- Краматорский завод эмалей (лакокрасочная промышленность)
- «Донпластавтомат» (город Донецк)
- Мариупольский завод изоляционных материалов («ЗИМ»)
- Мариупольский завод «Химпласт»
- Славянский завод полихлорвиниловых плёнок

### Машиностроение и металлообработка
Одним из крупнейших секторов промышленности Донецкой области является многоотраслевое машиностроение. Преобладает тяжёлое машиностроение. Крупнейшими предприятиями отрасли являются Азовмаш, НКМЗ, Донгормаш и другие. Ведущая роль принадлежит металлоёмким производствам, которые выпускают машины и оборудование для металлургической, горной, химической и других отраслей.
- Металлургическое машиностроение
  - Новокраматорский машиностроительный завод имени В. И. Ленина (прокатное оборудование)
  - Азовмаш (конверторы)
  - Старокраматорский машиностроительный завод (специализированное прокатное оборудование)
  - Дебальцевский завод по ремонту металлургического оборудования
- Коксохимическое машиностроение:
  - Славянский завод тяжелого машиностроения
  - Донецкий завод коксохимического оборудования
- Угольное машиностроение
  - Донецкгормаш
  - Ясиноватский машиностроительный завод
  - ЗАО Горловский машиностроитель
  - Новогорловский машиностроительный завод
  - Дружковский машиностроительный завод
  - Новгородский машиностроительный завод (пгт Новгородское город Дзержинск) имени Петровского
  - Донуглереммаш (в том числе горловский завод «Реммаш»)
  - Карбоспецполимеркрепь (город Макеевка)
  - ООО «Восток-инвест» (город Снежное)
- Транспортное машиностроение
  - Азовмаш (железнодорожные вагоны-цистерны)
  - Часовоярский ремонтный завод (переоборудование и ремонт легковых автомобилей)
- Энергетическое машиностроение
  - Энергомашспецсталь (заготовки из спецсталей преимущественно для предприятий харьковского центра энергомашиностроения)
  - Дзержинское ОАО «Галея» (кабели для электростанций)
  - Енакиевский котельно-механический завод
  - Константиновский завод высоковольтной аппаратуры
- Химическое машиностроение
  - Снежнянский завод химического машиностроения «Снежнянскхиммаш»
- Машиностроение для стройиндустрии:
  - Славянский завод строительных машин («Бетонмаш»)
- Станкостроение
  - Краматорский завод тяжёлого станкостроения имени В. Я. Чубаря
- Строительно-дорожное машиностроение
  - Славянский завод дорожных машин
  - Артёмовский завод «Дориндустрия»
- Судостроение и судоремонт
  - Азовский судоремонтный завод
  - Мариупольский судостроительный завод «Плаз»
- Приборостроение
  - Донецкий «Точмаш»
  - Донецкий «Топаз»
  - Дзержинский приборостроительный завод
  - Торезский завод «ЭВМинформ»
- Электротехническое машиностроение
  - Торезский электротехнический завод
  - Красноармейский электромеханический завод
  - Артёмовский машиностроительный завод «Победа труда»
  - Зуевский энергомеханический завод (город Зугрэс город Харцызск)
  - Снежнянский машиностроительный завод (в составе ОАО «Мотор Сич»)
- Пищевое машиностроение
  - Донецкий завод «Продмаш» (Петровский район Донецка)
- Коммунальное и бытовое машиностроение
  - Донецкий Nord (производство холодильников)
  - «Краматорский кондиционер»
  - Мариупольский «Электробытприбор» (производство стиральных машин)
  - Дружковский завод газовой аппаратуры (производство газовых плит)
  - Мариупольский концерн «Азовмаш» (производство бойлеров и котлов)

### Металлообработка
Имеется целый ряд металлообрабатывающих предприятий:
- Дружковский метизный завод (крупнейший в СССР)
- Харцызский завод металлических изделий «Авангард»
- Харцызский литейный завод «Армлит»
- Харцызский канатный завод «Силур»
- Енакиевский завод «Донбассстальконструкция»
- Мариупольский завод «Востокстальконструкция»
- Азовский завод металлоконструкций «Сталькон» (город Мариуполь)
- Донецкий завод металлоконструкций
- Авдеевский завод металлоконструкций
- Краматорский завод металлических конструкций Архивная копия от 26 февраля 2022 на Wayback Machine (пгт Ясногорка город Краматорск)
- Макеевский завод металлоконструкций
- Кураховский механический завод
- Донбасскабель
- Амвросиевские завод стального литья

### Промышленность строительных материалов
В области имеется большое количество предприятий отрасли, в том числе крупнейшее на Украине производство известняковых, гипсовых и местных вяжущих материалов — славянские, артёмовские и горловские предприятия по производству изделий из глин. По объёмам производства сборного железобетона область занимала 1-е место в СССР.
- Цементная промышленность:
  - Донцемент (город Амвросиевка)
  - Цемент Донбасса (город Енакиево)
  - Краматорский шиферный завод
- Асбестоцементная промышленность:
  - Донцемент (пгт Новоамвросиевское Амвросиевский район)
- Производство сборных железобетонных и бетонных конструкций:
  - Донецкий ЗЖБИ (завод железобетонных изделий)
  - Макеевский ЖБИК
  - Авдеевский ЗЖБИ
  - Дебальцевский ЗЖБИ
  - Добропольский ЗЖБИ
  - Красносноармейский ЗЖБИ
  - Кураховский ЗЖБИ
  - Амвросиевский ЗЖБИ
  - Докучаевский ЗЖБИ
  - Ясиноватский ЗЖБИ
  - Мироновский ЗЖБИ (пгт Мироновский город Дебальцево)
  - Енакиевский завод железобетонных напорных труб
  - Мариупольский «Азовжелезобетон»
  - Селидовский завод сборного железобетона
  - Торезский завод железобетонной шахтной крепи
  - Часовоярский «Гидрожелезобетон»
- Производство стеновых материалов
  - Донецкий домостроительный комбинат
  - Ясиноватский завод метлахских плиток
  - Очеретинский завод
  - Ханжёнковский завод древесных плит (город Макеевка)
  - Зугрэсский шлакоблочный завод
  - Добропольский шлакоблочный завод
  - Славянский арматурно-изоляторный завод (имени Артёма)
- Кирпичные заводы:
  - имени Войкова (пгт Войковский Амвросиевский район)
  - Дебальцевский завод стройматериалов
  - Краснолиманский завод силикатного кирпича
  - Селидовский
  - Мариупольский
  - Новгородский (пгт Новгородское город Торецк)
- Асфальтобетонные заводы:
  - Донецкий (Петровский район Донецка)
  - Белозёрский (город Белозёрское город Доброполье)
  - Волновахский
  - Краснолиманский
- Деконский гипсовый завод — «Деконский гипс» (город Соледар город Бахмут)
- Никитовский алебастровый завод (пгт Зайцево город Горловка)
- Славянский мелоизвестковый завод

### Стекольная промышленность
Стекольная промышленность работает на базе кварцевых песков, мела, а также отходов содовой промышленности. Крупнейшие предприятия расположены в городе Константиновка:
- Константиновский завод «Автостекло» (ныне — ОАО «Спецтехстекло»)
- Константиновский стекольный завод (бывший завод имени Октябрьской Революции) (ныне — ООО «Стройстекло»)
- Константиновский бутылочный завод (ныне — завод стеклоизделий)
- Константиновский завод «Кварсит»
- Артёмовский стекольный завод

### Фарфоро-фаянсовая промышленность
Комплекс предприятий области — один из крупнейших на Украине, включает в себя:
- Дружковский фарфоровый завод
- Славянский фарфоровый завод
- Славянский завод «Керамические массы Донбасса»

### Деревообрабатывающая и целлюлозно-бумажная промышленность
Предприятия отрасли работают на привозном сырье. Имеется 5 центров данной промышленности области: Донецк, Славянск, Торез (в том числе единственный в области целлюлозно-бумажный комбинат), Константиновка, Артёмовск. Крупнейшие предприятия:
- Торезский целлюлозно-бумажный комбинат
- Донецкая мебельная фабрика
- Артёмовская мебельная фабрика
- Константиновская мебельная фабрика
- Славянская мебельная фабрика
- Славянская фабрика карандашей «Самоцвет» (крупнейшая на Украине)
- Деревообрабатывающий комбинат «Агатис»

### Лёгкая промышленность
Быстрый рост городского населения в 1960-70-х годах и большая его концентрация в промышленных центрах способствовали развитию в области в те годы развитию комплекса лёгкой промышленности. В составе — текстильная, в том числе трикотажная, швейная, а также кожевенно-обувная промышленность. Крупнейшие предприятия:
- Донецкий хлопчатобумажный комбинат
- Макеевская хлопкопрядильная фабрика (сейчас — «Мактекс»)
- Донецкая швейная фабрика
- Донецкая обувная фабрика «Контур»
- Мариупольская швейная фабрика «Фея»
- Мариупольский завод «Мариупольсетеснасть»
- Шахтёрская швейно-трикотажная фабрика
- Горловская фабрика трикотажного полотна
- Горловская швейная фабрика «Горловчанка»
- Славянская швейная фабрика
- Краматорская швейная фабрика
- Макеевская обувная фабрика
- Артёмовская обувная фабрика
- Кировская обувная фабрика (город Кировское)
- Константиновский экстрактно-кожевенный завод
- Снежнянская галантерейная фабрика
- Донецкий пивоваренный завод «Сармат»

### Пищевая промышленность

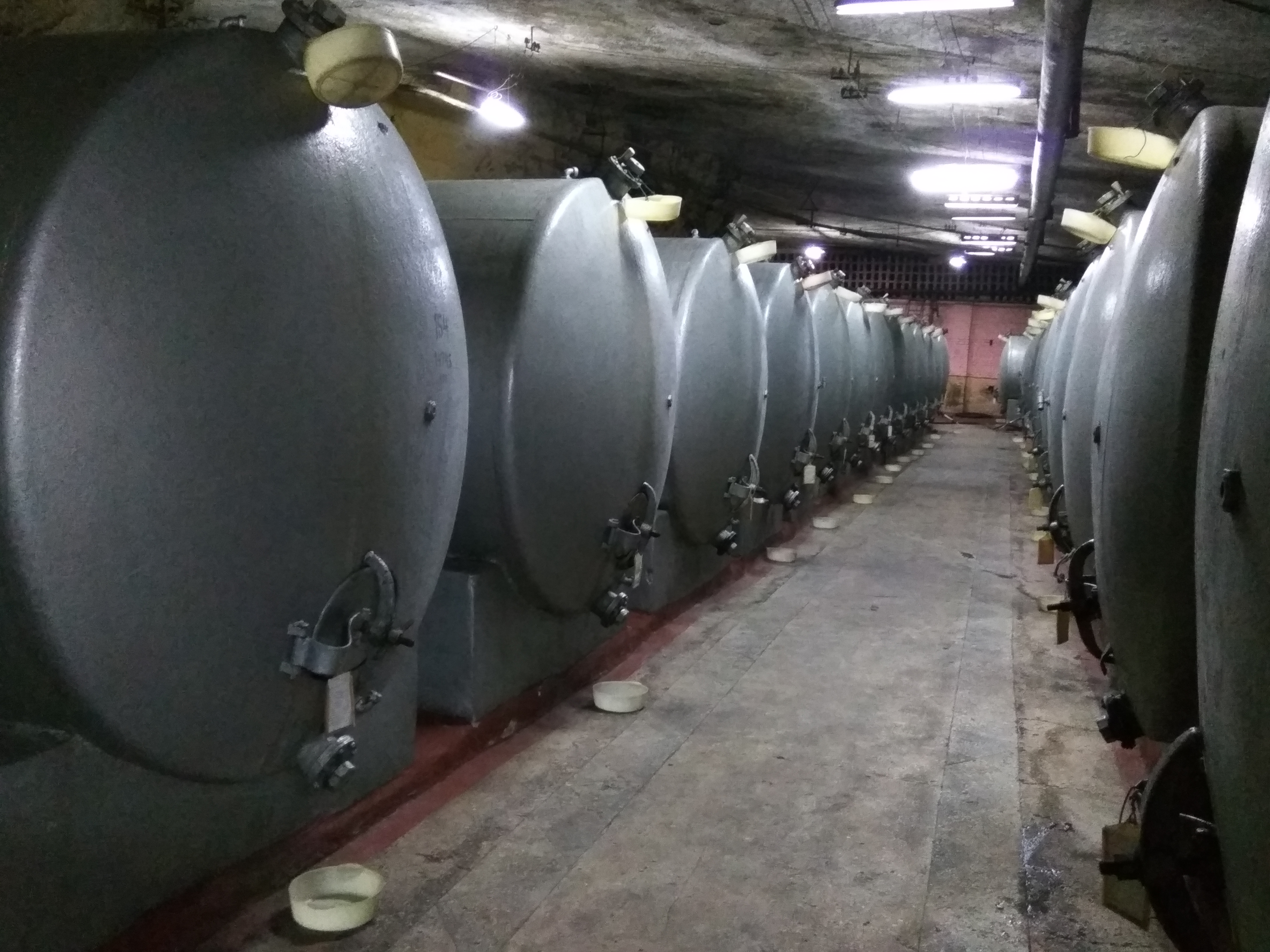
Артёмовский завод шампанских вин

Пищевая промышленность области представлена предприятиями мясной, молочной, мукомольной, маслодельной, плодоовощеконсервной, рыбной и рыбоперерабатывающей, соляной отраслей. Крупнейшие предприятия:
- Производственное объединение «Артёмсоль» (город Соледар город Артёмовск)
- Артёмовский завод шампанских вин
- Мариупольский рыбоконсервный комбинат
- Донецкая кондитерская фабрика «АВК»
- ПО «Конти» (Донецк, Константиновка)
- Мариупольская кондитерская фабрика
- Макеевский мясокомбинат «Колбико»
- Донецкий мясокомбинат
- Горловский мясокомбинат
- Енакиевский мясокомбинат
- Снежнянская колбасная фабрика
- Макеевский молокозавод
- Мангушский мясокомбинат «Форица»
- Мариупольский мясокомбинат «Гермар» (пгт Талаковка город Мариуполь)
- Славянский масложировой комбинат «Славолия» (крупнейший в СССР)
- Донецкий маргариновый завод
- Макеевский винный завод
- Еленовский комбинат хлебопродуктов
- Кутейниковский комбинат хлебопродуктов
- Марьинский молокозавод «Лактис»
- Марьинская пищевкусовая фабрика
- Донецкая табачная фабрика
- Донецкая макаронная фабрика
- Харцызский завод пищевых концентратов
- Константиновский молокозавод
- Константиновская колбасная фабрика
- «Украинский бекон» (Константиновка)

## Территориальная структура промышленности
Крупнейшими промышленными центрами Украины являются города области: Мариуполь, Донецк, Макеевка, Горловка, Краматорск, Енакиево, Славянск, Бахмут, Покровск и другие.
Добыча и обогащение угля представлено преимущественно в городах и посёлках городского типа в центральных, западных и восточных районах области. Чёрная металлургия — в Мариуполе, Донецке, Енакиево, Макеевке, Харцызске, Авдеевке. Цветная металлургия и химия преимущественно в городах севера области: Горловка, Артёмовск, Константиновка, Славянск. Электроэнергетика — в небольших городах и пгт центра и севера области. Цементная промышленность в Амвросиевке, Енакиево, Краматорске. Тяжёлое машиностроение в центральных, южных и северных районах области.

### Промышленные узлы
На территории области имеется 6 промышленных узлов:
1. Мариупольский — чёрная металлургия, коксохимия, тяжёлое машиностроение, транспорт (Мариуполь). В 2003 году — 37,0 % промышленного производства и 20,4 % произведённых услуг. В 1990 году — 23,3 % промышленной продукции.
2. Донецко-Макеевский (крупнейший на Украине и 4-й в бывшем СССР): угольная и металлургическая промышленность, тяжёлое машиностроение и электроэнергетика в сочетании с лёгкой и пищевой промышленностью (Донецк, Макеевка, Харцызск, Ясиновская, Авдеевка, Иловайск, Зугрэс, Моспино). 33,4 % промышленного производства (32,4 % в 1990 году) и 61,6 % произведённых услуг (2003 год).
3. Горловско-Енакиевский — угольная, металлургическая, химическая промышленность, тяжёлое машиностроение, электроэнергетика (Горловка, Енакиево, Дебальцево, Дзержинск, Ждановка, Кировское, Юнокоммунаровск, Углегорск, Светлодарск, Артёмово, пгт Мироновский, Пантелеймоновка, Новгородское, Карло-Марксово, Кирово). 14,5 % промышленного производства (20,5 % в 1990 году) и 5,2 % произведённых услуг.
4. Краматорско-Славянский — тяжёлое машиностроение, металлургия, химическая, стекольная, соляная промышленность, электроэнергетика (Краматорск, Славянск, Дружковка, Николаевка, Святогорск, пгт Алексеево-Дружковка). 6,2 % промышленного производства (6,6 % в 1990 году) и 3,8 % произведённых услуг.
5. Селидово-Кураховский — угольная промышленность, производство огнеупоров, электроэнергетика (Селидово, Покровск, Мирноград, Новогродовка, Курахово, Красногоровка, Горняк, Украинск, Родинское). 3 % промышленного производства (3,1 % в 1990 году) и 3 % произведённых услуг.
6. Торезо-Снежнянский — угольная и машиностроительная промышленность (Торез, Снежное, Шахтёрск, пгт Пелагеевка, Рассыпное, Северное). 1,1 % промышленного производства (3,0 % в 1990 году) и 1,3 % произведённых услуг.

Кроме того, выделяют крупные промышленные центры: Артёмовск, Константинвка, Амвросиевка, Старобешево, Доброполье, Лиман, Северск и другие.

### Специальные экономические зоны
На территории Донецкой области функционируют 2 СЭЗ (специальные экономические зоны):
- «Донецк»
- «Азов»

Кроме того, территориями приоритетного развития признаны следующие административные единицы области:
- города: Макеевка, Горловка, Енакиево, Дзержинск, Константиновка, Краматорск, Славянск, Лиман, Артёмовск, Ждановка, Кировское, Шахтёрск, Торез, Снежное, Амвросиевка, Волноваха, Угледар, Марьинка, Селидово, Новогродовка, Мирноград, Доброполье;
- районы: Волновахский, Марьинский, Амвросиевский, Константиновский, Славянский.

На два крупнейших промышленных центра области приходится более половины всего промышленного производства области: Донецк (18 %), Мариуполь (37 %).

## Крупнейшие финансово-промышленные группы области

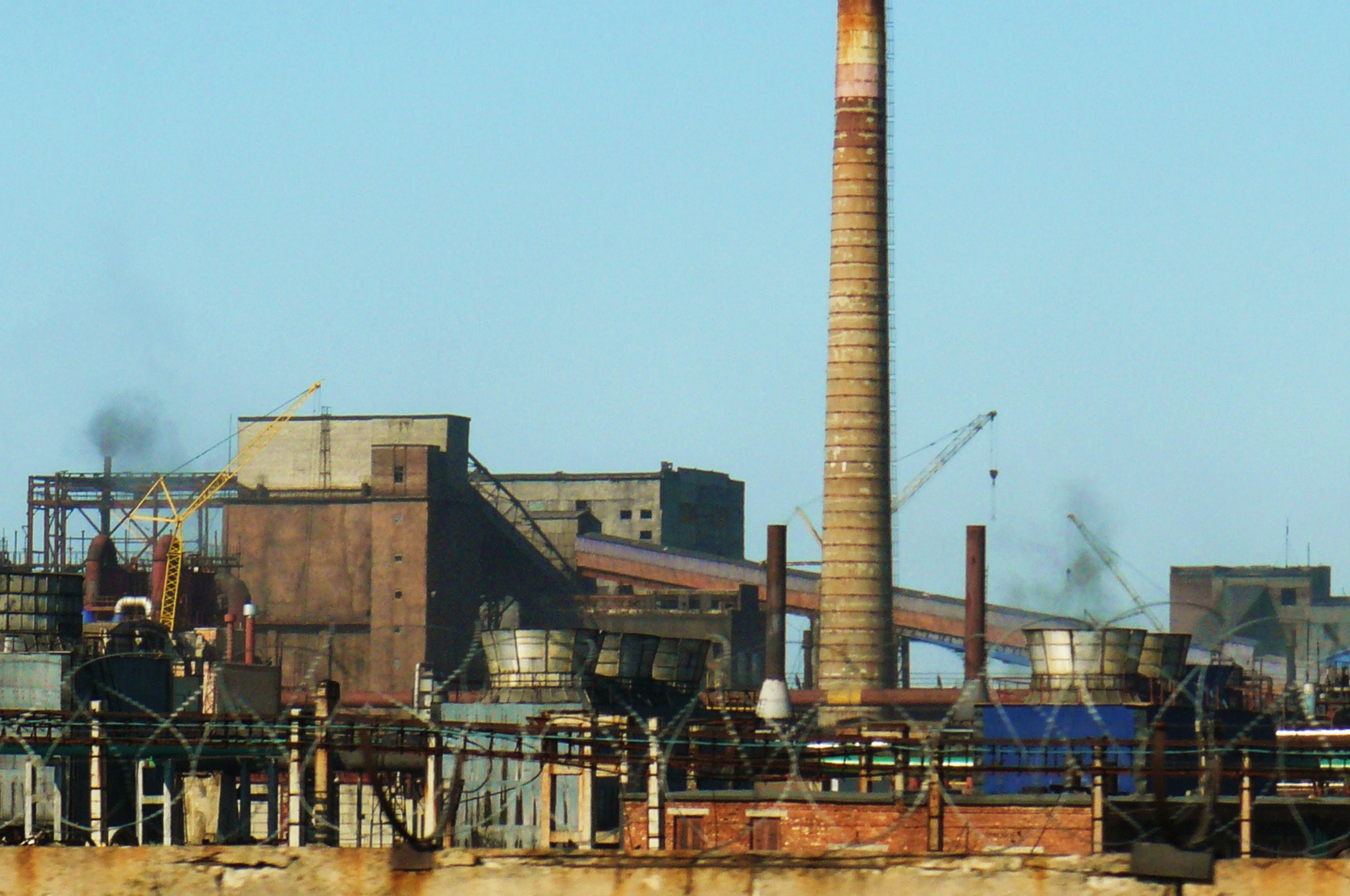
Авдеевский коксохимический завод

- СКМ (System Capital Management). Главный акционер — Ахметов, Ринат Леонидович. Генеральный директор — Олег Попов.
  - Металлургический бизнес (с 2006 года группа «Метинвест Холдинг». В 2004 году компания произвела 8,2 млн тонн стали, то есть 21 % всей произведённой на Украине):
    - Металлургический комбинат «Азовсталь» (82 % акций).
    - Енакиевский металлургический завод (64 %).
    - Совместное предприятие ООО «Метален».
    - Харцызский трубный завод (91 %).

  - Добыча коксующегося угля и производство кокса:
    - Авдеевский коксохимический завод.

  - Реализация металлургической продукции:
    - Metinvest International S.A., Швейцария (до 2008 года Leman Commodities S.A.).

  - Энергетический бизнес (с 2005 года группа ДТЭК, в 2008 году компания добыла 17,6 млн т угля (22,6 % от общеукраинского объёма) и выработала 11,7 ТВт.ч (46,5 % от украинской тепловой электроэнергии):
    - В Донецкой области находится ООО «Востокэнерго» (в том числе 3 энергогенерирующие электростанции, 25,4 % произведённой тепловой электроэнергии Украины).
    - ОАО «Шахта „Комсомолец Донбасса“» (4,4 % энергетического угля Украины).
    - Добропольская, Октябрьская, Кураховская углеобогащающие фабрики и Моспинское углеперерабатывающее предприятие

  - Финансы:
    - Первый Украинский Международный Банк.
    - Украинская акционерная страховая компания АСКА.
    - Украинская акционерная страховая компания АСКА-Жизнь.

  - Машиностроение:
    - Дружковский машиностроительный завод.
    - Концерн «Азовмаш».

  - Горнодобывающая промышленность:
    - Докучаевский флюсодоломитный комбинат.
    - Новотроицкий огнеупорный комбинат.
    - Веско (огнеупорные и тугоплавкие глины).

  - «Гефест» — сеть бензоколонок.
  - Гостиничный бизнес:
    - Отель «Донбасс-палац».
    - Отель «Опера»

  - Средства массовой информации:
    - Издательская группа «Сегодня».
    - Телерадиокомпания «Украина».

  - Телекоммуникации:
    - Мобильный оператор Life:) (ООО «Астелит»)
    - Оператор фиксированной связи ОАО «Фарлеп-Инвест».
    - Оператор мобильной связи Beeline (ЗАО "Украинские радиосистемы")

  - Спорт:
    - Футбольная команда «Шахтёр» (Донецк).
- ИСД (Индустриальный Союз Донбасса). Руководитель — Тарута, Сергей Алексеевич.
  - Металлургический бизнес.
    - Краматорский металлургический завод.
    - Huta Czestochowa (Польша).

  - Спорт.
    - Футбольная команда «Металлург» (Донецк).
    - Спортивный клуб «Спортивный клуб ИСД» (Донецк).
- ММК имени Ильича. Руководитель — Бойко, Владимир Семенович.
  - Металлургический бизнес.
  - Сельскохозяйственное производство.
  - Транспорт (Мариупольский аэропорт), розничная торговля.
- Укрподшипник. Руководитель — Клюев, Андрей Петрович.
  - Металлургия — Артёмовский завод по обработке цветных металлов.
  - Коксохимия — «Донецккокс».
  - Артёмовский завод шампанских вин.

## Транспорт

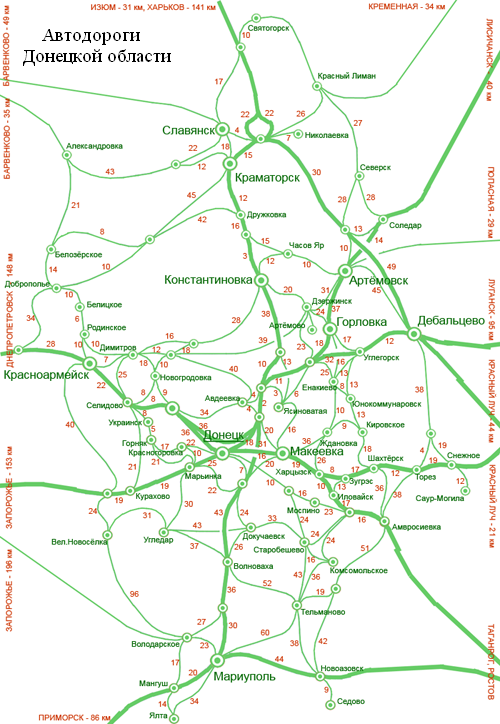
Автодороги Донецкой области и расстояния между городами области

На территории области развиты все виды транспорта. В районе центрального Донбасса имеется самая густая сеть железных дорог в бывшем СССР. Протяжённость железных дорог общего пользования на 1985 год — 1 650 км. Главные направления:
- Донбасс — Москва
- Донбасс — Приднепровье
- Донбасс — Киев

Крупнейшие железнодорожные узлы: Ясиноватая, Красный Лиман, Дебальцево, Никитовка, Иловайск, Волноваха.
Протяжённость автомобильных дорог — 8 000 км, в том числе с твёрдым покрытием — 7 800 км. Главные автомагистрали:
- Харьков — Славянск — Артёмовск — Ростов
- Славянск — Донецк — Мариуполь
- Артёмовск — Горловка — Донецк
- Донецк — Луганск
- Донецк — Днепропетровск
- Одесса — Мариуполь — Ростов

На побережье Азовского моря — крупный морской порт (самый большой на Азовском море) — Мариуполь.
Аэропорты в Донецке, Мариуполе, Краматорске, Славянске.
Городской электротранспорт на 2007 год представлен:
- троллейбусами — 55 маршрутов в 11 городах области: Донецк, Мариуполь, Макеевка, Горловка, Краматорск, Славянск, Артёмовск, Дзержинск, Харцызск, Доброполье, Углегорск. Впервые появился в Донецке (1939 год).
- трамваями — 45 маршрутов в 8 городах области: Донецк, Мариуполь, Горловка, Краматорск, Енакиево, Константиновка, Дружковка, Авдеевка. Впервые появился в Макеевке (1924 год). Ранее трамвайные системы функционировали в Макеевке (до 2006 года), Углегорске (до 1980 года), Святогорске (до 1941 года).
- строится метрополитен в городе Донецке.

Трубопроводный транспорт — смотри выше.

## Сельское хозяйство

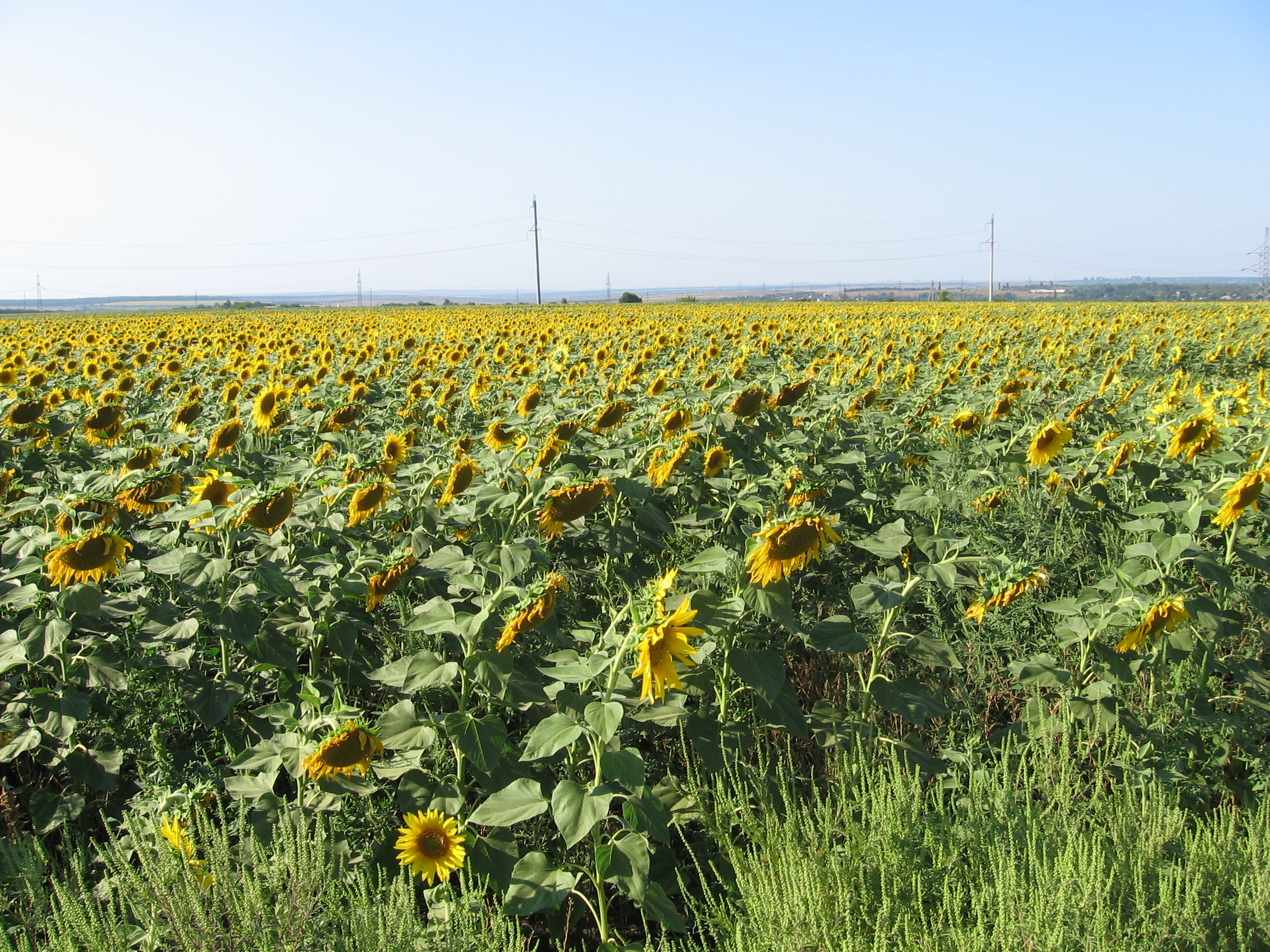
Поля подсолнечника в Донецкой области

В структуре сельского хозяйства по валовой продукции первое место занимает животноводство (58,3 % — 1985 год). В советское время в области насчитывалось 277 колхозов, 149 совхозов, 16 птицефабрик (1985 год). В области было 2 040 тыс. га под сельскохозяйственными угодьями. Площадь орошаемых земель — 207,3 тыс. га, осушённых — 4,3 тыс. га. Преобладают системы малого орошения на местных водных источниках. Вся посевная площадь в 1985 году составляла 1 529 тыс. га.
Структура сельскохозяйственных угодий Донецкой области:
- пахотные земли — 80,2 %
- пастбища — 12,6 %
- сенокосы — 4,9 %
- многолетние насаждения (сады и др.) — 2,1 %.

Выращивают зерновые культуры — озимую пшеницу, яровой ячмень, кукурузу, технические — подсолнечник, сою, кормовые — многолетние и однолетние травы, кукурузу на силос и зелёный корм. В животноводстве преобладает молочное и молочно-мясное скотоводство (породы крупного рогатого скота: красная степная, чёрно-пёстрая). Развиты свиноводство (породы: большая белая, ландрас), птицеводство (в основном в пригородных зонах).
Крупнейшее сельскохозяйственное объединение на территории области — «Ильич-Агро Донбасс» (ММК имени Ильича). Крупнейшие племенные хозяйства: племзавод «Большевик» (пгт Желанное), Малиновский племзавод (Володарский район) — крупный рогатый скот, племзавод имени Розы Люксембург (Новоазовск) — овцеводство, племзавод имени Калинина (пгт Луганское Артёмовский район), село Пески (Ясиноватский район) — свиноводство. В племенном хозяйстве агрофирмы «Мангуш» и других разводят лошадей пород: орловские рысаки, новоалександровский тяжеловоз, украинская верховая).

## Туристический бизнес

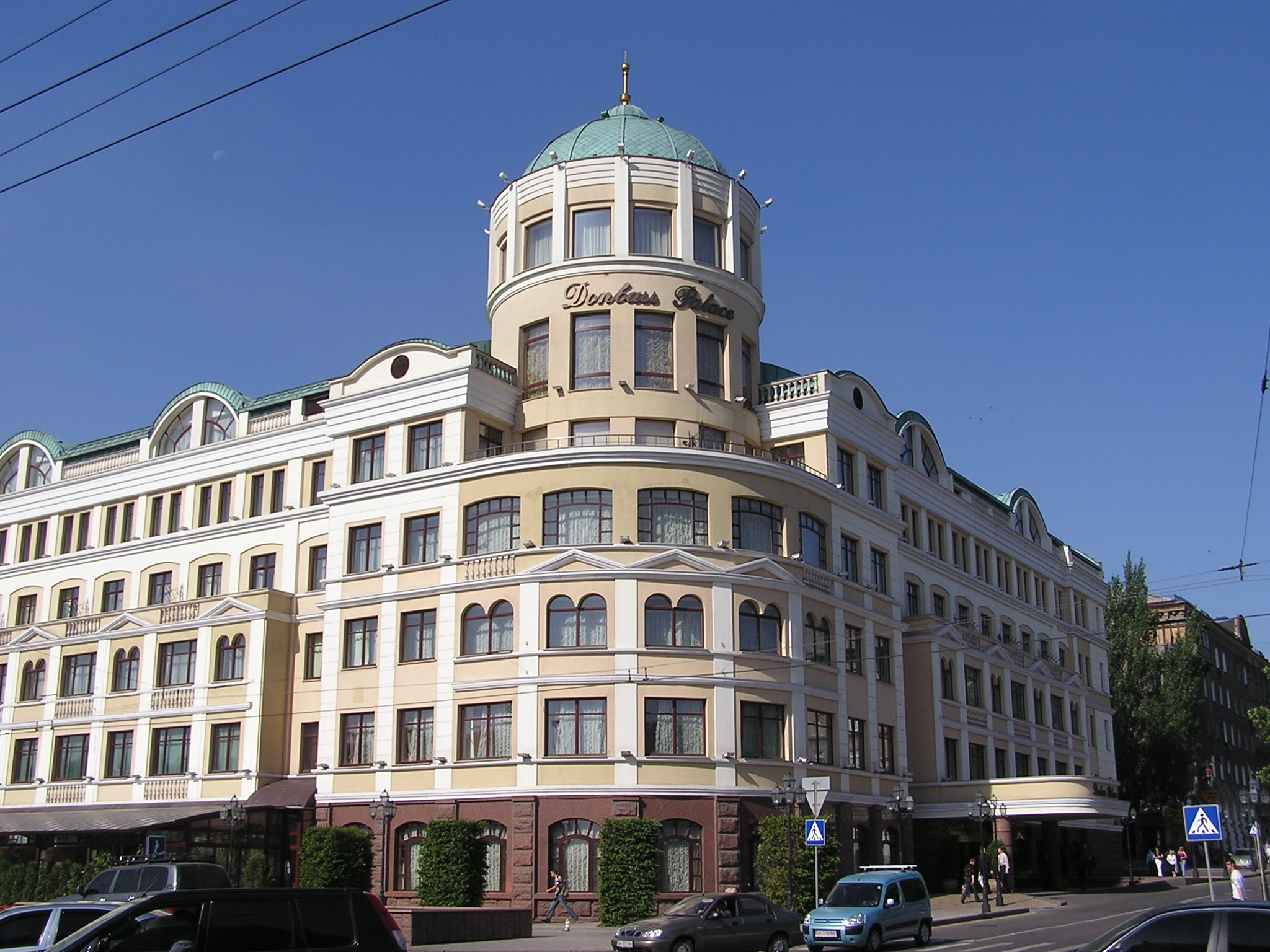
Пятизвёздная гостиница «Донбасс Палас», 2007 год

В последние несколько лет стали развиваться курорты на побережье Азовского моря, инфраструктура которых была заложена в советские времена различными предприятиями, строившими здесь пансионаты, санатории и пионерские лагеря.

## Заработная плата
Средняя зарплата в области на 2003 год — 113 долларов США, в областном центре — 110 долларов США.
Максимальная зарплата в городах области на 2003 год:
- Красноармейск — 172 доллара США в месяц
- Кировское — 153 доллара
- Мариуполь — 148 долларов
- Угледар — 144 доллара
- Дебальцево — 135 долларов

Минимальная зарплата в городах области на 2003 год:
- Константиновка — 74 доллара США в месяц
- Торез — 77 долларов
- Снежное — 78 долларов
- Селидово — 86 долларов
- Дзержинск — 86 долларов

## Экономические показатели
| N | показатель              | единицы          | 2006 г. | 2011 г. | 2013 г. | 2014 г. |
| - | ----------------------- | ---------------- | ------- | ------- | ------- | ------- |
| 1 | Экспорт товаров         | млн долларов США | 8778,6  | 17197,8 | 12408,2 | 8406,7  |
| 2 | Уд.вес в общеукраинском | %                | 22,9    | 25,1    | 19,6    | 15,6    |
| 3 | Импорт товаров          | млн долларов США | 2900,6  | 4622,7  | 6108,0  | 2121,5  |
| 4 | Уд.вес в общеукраинском | %                | 6,4     | 5,6     | 7,9     | 3,9     |
| 5 | Сальдо экспорт-импорт   | млн долларов США | 5878,0  | 12575,0 | 6300,2  | 6285,3  |
| 6 | Капитальные инвестиции  | млн гривен       | 13799,6 | 27340,2 | 26939,6 | 12875,7 |
| 7 | Средняя зарплата        | гривен           | 1202    | 3063    | 3755    | 3858    |
| 8 | Средняя зарплата        | долларов США     | 238,0   | 384,4   | 469,8   | 324,6   |

По материалам http://www.ukrstat.gov.ua/ Архивная копия от 23 января 2013 на Wayback Machine и http://www.donetskstat.gov.ua/ Архивная копия от 6 октября 2014 на Wayback Machine

## Приложения

### Первая десятка промышленных городов в 1990 году
1. Мариуполь — 3,0 млрд долларов США
2. Макеевка — 1,74 млрд долларов США
3. Донецк — 1,44 млрд долларов США
4. Енакиево — 1,10 млрд долларов США
5. Горловка — 0,91 млрд долларов США
6. Артёмовск — 0,63 млрд долларов США
7. Константиновка — 0,55 млрд долларов США
8. Харцызск — 0,53 млрд долларов США
9. Дебальцево — 0,43 млрд долларов США
10. Авдеевка — 0,42 млрд долларов США

### Первая десятка промышленных городов в 2003 году
1. Мариуполь — 3,35 млрд долларов США
2. Донецк — 1,98 млрд долларов США
3. Енакиево — 0,64 млрд долларов США
4. Макеевка — 0,46 млрд долларов США
5. Горловка — 0,39 млрд долларов США
6. Авдеевка — 0,29 млрд долларов США
7. Краматорск — 0,28 млрд долларов США
8. Харцызск — 0,27 млрд долларов США
9. Артёмовск — 0,19 млрд долларов США
10. Дружковка — 0,16 млрд долларов США

За срок с 1990 по 2003 года положительный прирост объёмов промышленного производства наблюдался лишь в 3 городах области:
- Донецк — 137,4 % или 540 млн долларов США
- Мариуполь — 111,2 % или 337 млн долларов США
- Красноармейск — 102,8 % или 4,4 млн долларов США

Наибольший спад промышленного производства наблюдался в следующих городах:
- Константиновка — 10,8 % от уровня 1990 года или меньше на 490 млн долларов США
- Красный Лиман — 15,5 % или 4 млн долларов США
- Снежное — 22,8 % или 98 млн долларов США
- Торез — 23,2 % или 115 млн долларов США
- Макеевка — 26,3 % или 1 282 млн долларов США
- Димитров — 28,1 % или 107 млн долларов США
- Артёмовск — 30,1 % или 443 млн долларов США
- Дебальцево — 30,1 % или 303 млн долларов США
- Ясиноватая — 31,4 % или 42 млн долларов США